# 和好教

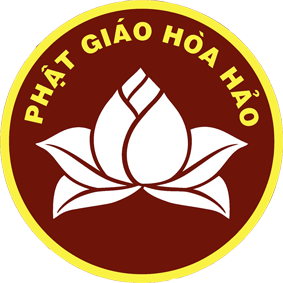
和好教的标志

和好佛教（越南语：／），又称和好教（越南语：／）是越南的一个佛教系宗教组织。1939年由居住在越南南部湄公河三角洲一带的黄富楚创立。信仰者认为黄富楚是一名先知，而和好教是19世纪末一个名叫“宝山奇香教”的佛教系宗教组织的传承。这些传统的创始人被和好教追随者视为活佛，拯救人民，并保护越南民族。和好教宣称在整个越南大约有两百万信徒；越南南部的安江、同塔、河仙、东川等地，多达90%人信仰。和好教的一個重要特徵是其對農民們的重視。
该教为佛教的变体，与佛教不同的是，和好教并不拜佛，而是用一块褐(紅)色布代替神像，供品为鲜花和清水，早晚在家向西方礼拜。